# Passage du Bourg-l'Abbé
Le passage du Bourg-l’Abbé, ou passage Bourg-l’Abbé, est un passage couvert parisien situé dans le 2e arrondissement.

## Situation et accès
Ce passage est situé dans un quartier populaire et très altéré, entre la rue Saint-Denis à l'ouest et la rue de Palestro à l'est. De modestes proportions et possédant toujours un certain cachet, le passage paraît triste et endormi. Il est ouvert du lundi au samedi de 7 h 30 à 19 h 30.
Ce site est desservi par la ligne 4 à la station de métro Étienne Marcel.

## Origine du nom
Il porte le nom d'un village appelé Bourg-l'Abbé, qui portait ce nom car il dépendait de l'abbé de Saint-Martin.

## Historique
Édifié en 1828, par Auguste Lusson, entre le passage du Grand-Cerf et le passage de l’Ancre (toujours existant et bordé de boutiques mais non couvert), le passage Bourg-l'Abbé n'est plus aujourd'hui que l'ombre de sa grandeur passée.
À l’origine, il débouchait dans la rue du même nom, à ne pas confondre avec l'actuelle rue du Bourg-l'Abbé, percée ultérieurement. Le passage fut construit parallèlement à un autre passage plus ancien qu'il concurrençait et imitait, le passage du Saucède, disparu avec le percement de la rue de Turbigo en 1854. Le passage Bourg-l'Abbé fut amputé de plusieurs mètres lors de la construction du boulevard de Sébastopol en 1854 et du percement de la rue de Palestro.
L'entrée est du passage ouvrant sur cette dernière est l’œuvre d'Henri Blondel, également architecte de la Bourse de commerce. Les deux cariatides qui encadrent l’entrée, sculptées par Aimé Millet sont des allégories du Commerce et de l’Industrie.

## Bâtiments remarquables et lieux de mémoire

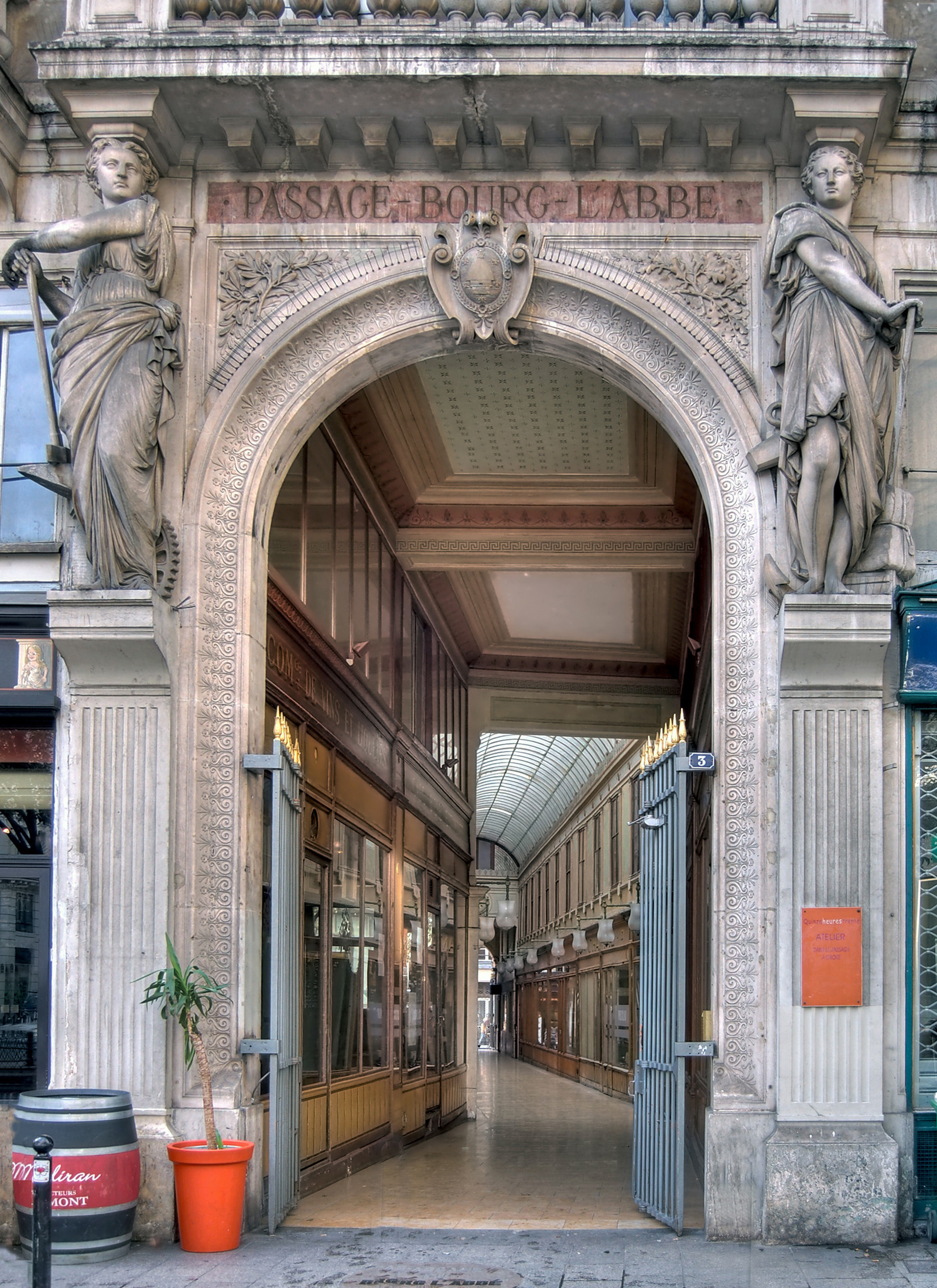
Entrée orientale.
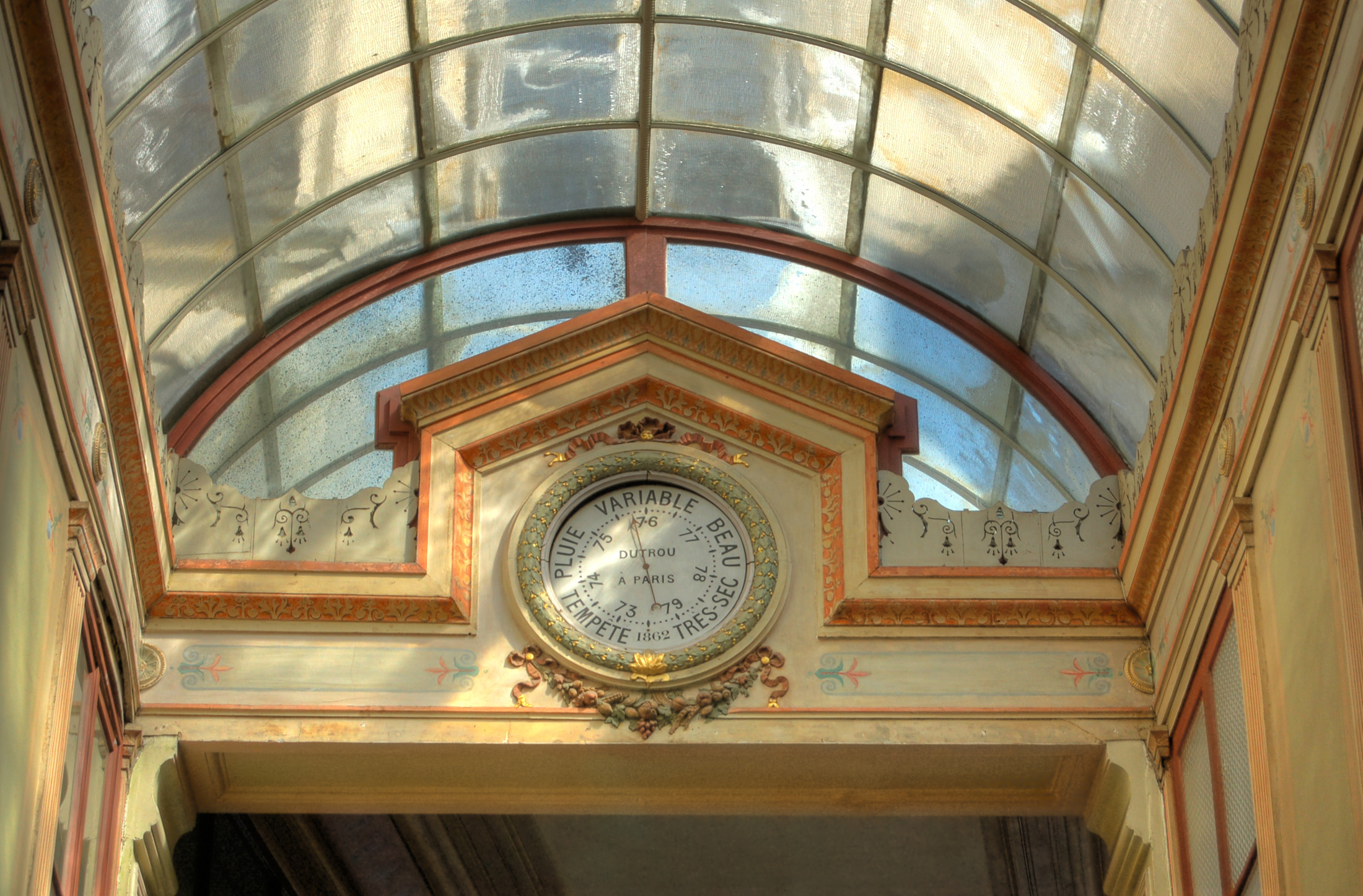
Baromètre.

## Pour approfondir